# Zambia a 2000. évi nyári olimpiai játékokon
Zambia az ausztráliai Sydneyben megrendezett 2000. évi nyári olimpiai játékok egyik részt vevő nemzete volt. Az országot az olimpián 3 sportágban 8 sportoló képviselte, akik érmet nem szereztek.

## Atlétika
Férfi
| Versenyző       | Versenyszám | Előfutam | Előfutam | Előfutam | Elődöntő | Elődöntő | Elődöntő | Döntő   | Döntő    |
| Versenyző       | Versenyszám | Idő      | Hely.    | Össz.    | Idő      | Hely.    | Össz.    | Idő     | Helyezés |
| --------------- | ----------- | -------- | -------- | -------- | -------- | -------- | -------- | ------- | -------- |
| Chungu Chipako  | 1500 m      | 3:49,79  | 12.      | 38.      | kiesett  | kiesett  | kiesett  | kiesett | kiesett  |
| Sam Mfula Mwape | 5000 m      | 13:41,72 | 14.      | 24.      |          |          |          | kiesett | kiesett  |
| Samuel Matete   | 400 m gát   | 48,98    | 1.       | 1.       | 48,98    | 3.       | 10.      | kiesett | kiesett  |

Női
| Versenyző     | Versenyszám | Előfutam | Előfutam | Előfutam | Negyeddöntő | Negyeddöntő | Negyeddöntő | Elődöntő | Elődöntő | Elődöntő | Döntő   | Döntő    |
| Versenyző     | Versenyszám | Idő      | Hely.    | Össz.    | Idő         | Hely.       | Össz.       | Idő      | Hely.    | Össz.    | Idő     | Helyezés |
| ------------- | ----------- | -------- | -------- | -------- | ----------- | ----------- | ----------- | -------- | -------- | -------- | ------- | -------- |
| Lilian Bwalya | 400 m       | 54,77    | 7.       | 45.      | kiesett     | kiesett     | kiesett     | kiesett  | kiesett  | kiesett  | kiesett | kiesett  |

## Ökölvívás
| Versenyző        | Versenyszám | Selejtező                   | Nyolcaddöntő                   | Negyeddöntő       | Elődöntő          | Döntő             | Helyezés |
| Versenyző        | Versenyszám | Ellenfél Eredmény           | Ellenfél Eredmény              | Ellenfél Eredmény | Ellenfél Eredmény | Ellenfél Eredmény | Helyezés |
| ---------------- | ----------- | --------------------------- | ------------------------------ | ----------------- | ----------------- | ----------------- | -------- |
| Kennedy Kanyanta | Légsúly     |                             | Bolat Zsumagyilov (KAZ) · 9-12 | kiesett           | kiesett           | kiesett           | 9.       |
| Ellis Chibuye    | Váltósúly   | Roberto Guerra (CUB) · 4-18 | kiesett                        | kiesett           | kiesett           | kiesett           | 17.      |

## Úszás
Férfi
| Versenyző     | Versenyszám | Előfutam | Előfutam | Előfutam | Elődöntő | Elődöntő | Elődöntő | Döntő   | Döntő    |
| Versenyző     | Versenyszám | Idő      | Hely.    | Össz.    | Idő      | Hely.    | Össz.    | Idő     | Helyezés |
| ------------- | ----------- | -------- | -------- | -------- | -------- | -------- | -------- | ------- | -------- |
| Leonard Ngoma | 200 m mell  | 2:32,90  | 3.       | 47.      | kiesett  | kiesett  | kiesett  | kiesett | kiesett  |

Női
| Versenyző   | Versenyszám    | Előfutam | Előfutam | Előfutam | Elődöntő | Elődöntő | Elődöntő | Döntő   | Döntő    |
| Versenyző   | Versenyszám    | Idő      | Hely.    | Össz.    | Idő      | Hely.    | Össz.    | Idő     | Helyezés |
| ----------- | -------------- | -------- | -------- | -------- | -------- | -------- | -------- | ------- | -------- |
| Ellen Hight | 100 m pillangó | 1:09,34  | 5.       | 47.      | kiesett  | kiesett  | kiesett  | kiesett | kiesett  |